# Бундеслига (хоккей с шайбой)
Бундеслига (нем. Bundesliga — федеральная лига) — главная хоккейная лига ФРГ. Лига образовалась в 1958 году, в 1994 году преобразовалась в Немецкую хоккейную лигу (DEL).

## Чемпионы Бундеслиги

### Бундеслига в ФРГ
- 1958 ЕВ Фюссен
- 1959 ЕВ Фюссен
- 1960 СК Риссерзе
- 1961 ЕВ Фюссен
- 1962 ЕК Бад Тёльц
- 1963 ЕВ Фюссен
- 1964 ЕВ Фюссен
- 1965 ЕВ Фюссен
- 1966 ЕК Бад Тольц
- 1967 Дюссельдорфер ЕГ
- 1968 ЕВ Фюссен
- 1969 ЕВ Фюссен
- 1970 ЕВ Ландсхут
- 1971 ЕВ Фюссен
- 1972 Дюссельдорфер ЕГ
- 1973 ЕВ Фюссен
- 1974 Берлинер Шлитшуклуб
- 1975 Дюссельдорфер ЕГ
- 1976 Берлинер Шлитшуклуб
- 1977 Кёльнер ЕК
- 1978 СК Риссерзе
- 1979 Кёльнер ЕК
- 1980 Манхеймер ЕРК
- 1981 СК Риссерзе
- 1982 СБ Розенхайм
- 1983 ЕВ Ландсхут
- 1984 Кёльнер ЕК
- 1985 СБ Розенхейм
- 1986 Кёльнер ЕК
- 1987 Кёльнер ЕК
- 1988 Кёльнер ЕК
- 1989 СБ Розенхейм
- 1990 Дюссельдорфер ЕГ

### Бундеслига в Объединённой Германии
- 1991 Дюссельдорфер ЕГ
- 1992 Дюссельдорфер ЕГ
- 1993 Дюссельдорфер ЕГ
- 1994 ЕК Хедос Мюнхен